# エベンゼール・フォンテス・ブラガ
エベンゼール・フォンテス・ブラガ（Ebenezer Fontes Braga、1969年4月14日 - ）は、ブラジルの男性総合格闘家。リオデジャネイロ州出身。グレイシー・バッハ・コンバットチーム所属。エベンゼール・ブラガとも表記される。

## 来歴
ムエタイとルタ・リーブリを学び、1995年に総合格闘技デビュー。
1996年4月5日、Universal Vale Tudo Fighting 1で初来日。SAWの河村尚久にKO勝ち。
1996年7月1日、Freestyle de Belem 1でレイ・ズールを下し優勝。
1999年4月18日、パンクラスで船木誠勝とパンクラチオンマッチで対戦し、時間切れで引き分けた。
1999年7月4日、PRIDE.6で桜庭和志と対戦し、腕ひしぎ十字固めで一本負け。
2000年6月11日、ULTIMATE BOXING旗揚げ戦に参戦。ミルザマゴメドフ・マゴメドに判定勝ち。
2001年4月29日、K-1初参戦となるK-1 WORLD GP 2001 in OSAKAの1回戦でグレート草津にKO勝ちするも、準決勝でジェロム・レ・バンナに1RKO負け。
2001年6月24日、K-1 SURVIVAL 2001で武蔵と対戦し、引き分け。
2001年7月29日、PRIDE.15で松井大二郎に判定勝利。
2001年10月8日、K-1 WORLD GP 2001 in FUKUOKAでシリル・アビディと対戦予定であったが、体調不良により欠場となった。
2001年12月31日、INOKI BOM-BA-YE 2001でゲーリー・グッドリッジと対戦し、引き分け。
2002年6月2日、K-1 SURVIVAL 2002でニコラス・ペタスと対戦予定だったが鼻骨骨折により欠場となった。
2004年5月15日、Jungle Fight 2でファブリシオ・ヴェウドゥムと対戦。善戦するが、2RKO負け。

## 戦績

### 総合格闘技
| 総合格闘技 戦績 | 総合格闘技 戦績 | 総合格闘技 戦績 | 総合格闘技 戦績 | 総合格闘技 戦績 | 総合格闘技 戦績 | 総合格闘技 戦績 |
| --------------- | --------------- | --------------- | --------------- | --------------- | --------------- | --------------- |
| 22 試合         | (T)KO           | 一本            | 判定            | その他          | 引き分け        | 無効試合        |
| 13 勝           | 2               | 6               | 2               | 3               | 2               | 0               |
| 7 敗            | 3               | 2               | 2               | 0               | 2               | 0               |

| 勝敗 | 対戦相手                   | 試合結果                       | 大会名                                   | 開催年月日     |
| ×    | ファブリシオ・ヴェウドゥム | 2R 1:28 KO（パンチ）           | Jungle Fight 2                           | 2004年5月15日  |
| ○    | エリック・ヴァンダレイ     | 5分3R終了 判定3-0              | Heat FC 2: Evolution                     | 2003年12月18日 |
| ○    | ホドリゴ・ヒスカド         | 1R 0:33 フロントチョーク       | Jungle Fight 1                           | 2003年9月13日  |
| ×    | フォレスト・グリフィン     | 1R チョークスリーパー          | Heat FC 1: Genesis                       | 2003年7月31日  |
| △    | ゲーリー・グッドリッジ     | 3分5R終了 時間切れ             | INOKI BOM-BA-YE 2001                     | 2001年12月31日 |
| ○    | 松井大二郎                 | 3R（10分/5分/5分）終了 判定3-0 | PRIDE.15                                 | 2001年7月29日  |
| ○    | ミルザマゴメドフ・マゴメド | 3分3R終了 判定3-0              | ULTIMATE BOXING 旗揚げ戦                 | 2000年6月11日  |
| ×    | 小路晃                     | 15分1R終了 判定0-2             | PRIDE GRANDPRIX 2000 開幕戦 【1回戦】    | 2000年1月30日  |
| ×    | 桜庭和志                   | 1R 9:23 腕ひしぎ十字固め       | PRIDE.6                                  | 1999年7月4日   |
| △    | 船木誠勝                   | 15分1R終了 時間切れ            | PANCRASE 1999 BREAKTHROUGH TOUR          | 1999年4月18日  |
| ○    | ジェレミー・ホーン         | 1R 3:27 フロントチョーク       | UFC Brazil: Ultimate Brazil              | 1998年10月16日 |
| ○    | ブランドン・リー・ヒンクル | 1R 12:33 三角絞め              | IVC 6: The Challenge                     | 1998年8月23日  |
| ×    | ダン・スバーン             | 1R 8:17 TKO（カット）          | IVC 1: Real Fight Tournament             | 1997年7月6日   |
| ×    | ケビン・ランデルマン       | 15分1R終了 判定1-2             | Universal Vale Tudo Fighting 6 【1回戦】 | 1997年3月2日   |
| ○    | レイ・ズール               | -                              | Freestyle de Belem 1 【決勝】            | 1996年7月1日   |
| ○    | シルビオ・ビエイラ         | -                              | Freestyle de Belem 1 【準決勝】          | 1996年7月1日   |
| ○    | サンフランシスコ・ノナト   | -                              | Freestyle de Belem 1 【1回戦】           | 1996年7月1日   |
| ○    | 河村尚久                   | 1R 3:17 KO（パンチ）           | Universal Vale Tudo Fighting 1           | 1996年4月15日  |

### キックボクシング
| 勝敗 | 対戦相手             | 試合結果                              | 大会名                                                         | 開催年月日    |
| △    | 武蔵                 | 5R終了 判定0-1                        | K-1 SURVIVAL 2001 〜K-1 JAPAN GP 開幕戦〜 【スーパーファイト】 | 2001年6月24日 |
| ×    | ジェロム・レ・バンナ | 1R 1:03 KO（右フック）                | K-1 WORLD GP 2001 in OSAKA 【準決勝】                          | 2001年4月29日 |
| ○    | グレート草津         | 2R 1:20 KO（2ノックダウン：右フック） | K-1 WORLD GP 2001 in OSAKA 【1回戦】                           | 2001年4月29日 |

## 獲得タイトル
- Freestyle de Belem 1 優勝（1996年）